# Gotthard Bonell
Gotthard Bonell (Trodena, 1953) è un artista, illustratore e cantante italiano.
Ha studiato all'Accademia di Belle Arti di Venezia e all'Accademia di belle arti di Brera. Ne 1980/81 è stato assistente alla Internationale Sommerakademie di Salisburgo, e dal 1985 ha iniziato a studiare canto al Conservatorio Claudio Monteverdi di Bolzano.
Gotthard Bonell è un pittore di orientamento figurativo, particolarmente attivo come ritrattista, ed è stato influenzato sia da modelli storici - Andrea Mantegna, Tiziano, Lorenzo Lotto - che dai ritratti novecenteschi di Felice Casorati e dall'opera di altri artisti sudtirolesi come Albin Egger-Lienz, Ignatz Stolz e Ernst Nepo.
Sue opere sono presenti nella collezione del Museion di Bolzano.

## Selezione di mostre
- Galerie Goethe, Bolzano, 1992
- Kupferstichkabinett – Akademie der Bildenden Künste, Vienna, 2002 (personale)
- Centro Russo-Germanico, Mosca, 2003 (personale)
- Tiroler Volkskunstmuseum, Innsbruck "Portraits–Vis a`Vis" (personale)
- Museum Rupertinum Salzburg, "Figuration", 2000 (collettiva)
- Innsbruck Volkskunstmuseum "Au ! Schmerz”, 2010 (collettiva)
- Museion, Bolzano, "La collezione Museion", 2011 (collettiva)
- Galerie Wolfrum, Vienna, 2014 (personale)

## Premi e riconoscimenti
- Premio del Grafikwettbewerb austriaco, 1984
- Primo premio al "Premio di pittura – G. Sobrile", Torino, 1992
- Primo premio, Città di Laives, 1993